# Frères (Belgique)
Pour les articles ayant des titres homophones, voir Frère (homonymie) et Fraire.
Ne doit pas être confondu avec Frères Limbourg.
Frères (en néerlandais Vreren) est une section de la ville belge de Tongres-Looz située en Région flamande dans la province de Limbourg. C'était une commune à part entière avant la fusion des communes de 1977.

## Toponymie
Freires (1078), Freres (1155), Vreren (1215), Freren (1222).

## Démographie

### Évolution démographique
- Sources : INS, Rem. : 1831 jusqu'en 1970 = recensements, 1976 = nombre d'habitants au 31 décembre[3].
- 1970*: depuis 1970 y compris Heure-le-Tixhe, annexé le 1 januari 1971